# Futbol'nyj Klub Šachtar Donec'k 2024-2025
Questa voce raccoglie le informazioni riguardanti il Futbol'nyj Klub Šachtar Donec'k nelle competizioni ufficiali della stagione 2024-2025.

## Maglie e sponsor
Lo sponsor tecnico per la stagione 2024-2025 è Puma. Lo sponsor di maglia è Favbet.
| Casa | Trasferta | Terza divisa |

## Rosa
| N. |                         | Ruolo | Calciatore       |
| -- | ----------------------- | ----- | ---------------- |
| 2  | Burkina Faso (bandiera) | A     | Lassina Traoré   |
| 3  | Bolivia (bandiera)      | D     | Diego Arroyo     |
| 4  | Croazia (bandiera)      | C     | Bartol Franjić   |
| 5  | Ucraina (bandiera)      | D     | Valerij Bondar   |
| 6  | Ucraina (bandiera)      | C     | Taras Stepanenko |
| 6  | Brasile (bandiera)      | C     | Marlon Gomes     |
| 7  | Brasile (bandiera)      | A     | Eguinaldo        |
| 8  | Ucraina (bandiera)      | C     | Dmytro Kryskiv   |
| 9  | Ucraina (bandiera)      | A     | Mar"jan Šved     |
| 10 | Ucraina (bandiera)      | C     | Heorhij Sudakov  |
| 11 | Ucraina (bandiera)      | C     | Oleksandr Zubkov |
| 12 | Ucraina (bandiera)      | P     | Tymur Puzankov   |
| 13 | Brasile (bandiera)      | D     | Pedro Henrique   |
| 14 | Ucraina (bandiera)      | A     | Danylo Sikan     |
| 16 | Georgia (bandiera)      | D     | Irak'li Azarovi  |
| 17 | Brasile (bandiera)      | D     | Vinícius Tobias  |
| 18 | Tunisia (bandiera)      | D     | Alaa Ghram       |
| 19 | Brasile (bandiera)      | A     | Kauã Elias       |

| N. |                    | Ruolo | Calciatore         |
| -- | ------------------ | ----- | ------------------ |
| 20 | Ucraina (bandiera) | C     | Anton Hluščenko    |
| 21 | Ucraina (bandiera) | C     | Artem Bondarenko   |
| 22 | Ucraina (bandiera) | D     | Mykola Matvijenko  |
| 24 | Ucraina (bandiera) | C     | Viktor Cukanov     |
| 26 | Ucraina (bandiera) | D     | Juchym Konoplja    |
| 29 | Ucraina (bandiera) | C     | Jehor Nazaryna     |
| 30 | Brasile (bandiera) | A     | Alisson            |
| 31 | Ucraina (bandiera) | P     | Dmytro Riznyk      |
| 34 | Ucraina (bandiera) | P     | Rostyslav Bahlaj   |
| 35 | Ucraina (bandiera) | P     | Vladyslav Kravec'  |
| 37 | Brasile (bandiera) | A     | Kevin              |
| 38 | Brasile (bandiera) | C     | Pedrinho           |
| 39 | Brasile (bandiera) | A     | Newerton           |
| 48 | Ucraina (bandiera) | P     | Denys Tvardovs'kyj |
| 65 | Ucraina (bandiera) | D     | Mykola Oharkov     |
| 72 | Ucraina (bandiera) | P     | Kiril Fesjun       |
| 74 | Ucraina (bandiera) | D     | Mar'jan Faryna     |

## Calciomercato

### Sessione estiva
| Acquisti         | Acquisti            | Acquisti         | Acquisti      |
| R.               | Nome                | da               | Modalità      |
| ---------------- | ------------------- | ---------------- | ------------- |
| P                | Kiril Fesjun        | Kolos Kovalivka  | definitivo    |
| D                | Denil Castillo      | Partizan         | fine prestito |
| D                | Alaa Ghram          | Sfaxien          | definitivo    |
| D                | Vinícius Tobias     | Real Madrid      | fine prestito |
| C                | Bartol Franjić      | Wolfsburg        | prestito      |
| C                | Pedrinho            | Atlético Mineiro | fine prestito |
| Altre operazioni |                     |                  |               |
| R.               | Nome                | da               | Modalità      |
| D                | Valerij Bondarenko  | Kolos Kovalivka  | fine prestito |
| D                | Andrij Buleza       | Karpaty          | fine prestito |
| D                | Oleksandr Drambajev | Osijek           | fine prestito |
| D                | Mar'jan Faryna      | Metalist 1925    | fine prestito |
| D                | Eduard Kozik        | Karpaty          | fine prestito |
| D                | Marlon              | Fluminense       | fine prestito |
| D                | Roman Savčenko      | Oleksandrija     | fine prestito |
| D                | Vitão               | Internacional    | fine prestito |
| C                | Anton Hluščenko     | Vorskla          | fine prestito |
| C                | Oleh Očeret'ko      | Dnipro-1         | fine prestito |
| C                | Ivan Petrjak        | Polіssja Žytomyr | fine prestito |
| C                | Kyrylo Sihejev      | Oleksandrija     | fine prestito |
| C                | Dmytro Topalov      | Kolos Kovalivka  | fine prestito |
| A                | Andrij Totovyc'kyj  | Kolos Kovalivka  | fine prestito |

| Cessioni         | Cessioni              | Cessioni           | Cessioni      |
| R.               | Nome                  | da                 | Modalità      |
| ---------------- | --------------------- | ------------------ | ------------- |
| P                | Artur Rudko           | Čornomorec'        | svincolato    |
| D                | Denil Castillo        | Midtjylland        | definitivo    |
| D                | Dmytro Čyhryns'kyj    |                    | fine carriera |
| D                | Giorgi Gocholeishvili | Copenaghen         | prestito      |
| D                | Stav Lemkin           | Maccabi Tel Aviv   | prestito      |
| D                | Novatus Miroshi       | Zulte Waregem      | fine prestito |
| D                | Jaroslav Rakyc'kyj    |                    | svincolato    |
| C                | Chusrav Toirov        | Atyrau             | prestito      |
| A                | Oleksij Kaščuk        |                    | svincolato    |
| Altre operazioni |                       |                    |               |
| R.               | Nome                  | a                  | Modalità      |
| D                | Valerij Bondarenko    | Kolos Kovalivka    | svincolato    |
| D                | Andrij Buleza         | Karpaty            | svincolato    |
| D                | Oleksandr Drambajev   | Kryvbas Kryvyj Rih | definitivo    |
| D                | Eduard Kozik          | Kolos Kovalivka    | prestito      |
| D                | Luka Latsabidze       | Čornomorec'        | prestito      |
| D                | Marlon                | Al-Ain             | svincolato    |
| D                | Vitão                 | Internacional      | svincolato    |
| D                | Roman Savčenko        | Čornomorec'        | prestito      |
| D                | Danylo Udod           | Čornomorec'        | prestito      |
| C                | Oleh Očeret'ko        | Karpaty            | prestito      |
| C                | Ivan Petrjak          | Čornomorec'        | prestito      |
| C                | Kyrylo Sihejev        | Čornomorec'        | prestito      |
| C                | Dmytro Topalov        | LNZ Čerkasy        | prestito      |
| A                | Oleh Puškar'ov        | Inhulec'           | prestito      |

### Sessione invernale
| Acquisti         | Acquisti       | Acquisti         | Acquisti      |
| R.               | Nome           | da               | Modalità      |
| ---------------- | -------------- | ---------------- | ------------- |
| D                | Diego Arroyo   | Bolívar          | definitivo    |
| A                | Alisson        | Atlético Mineiro | definitivo    |
| A                | Kauã Elias     | Fluminense       | definitivo    |
| Altre operazioni |                |                  |               |
| R.               | Nome           | da               | Modalità      |
| C                | Ivan Petrjak   | Čornomorec'      | fine prestito |
| A                | Kevin Kelsy    | FC Cincinnati    | fine prestito |
| A                | Chusrav Toirov | Atyrau           | fine prestito |
| A                | Lukas Zahora   | Dinamo Zagabria  | definitivo    |

| Cessioni         | Cessioni         | Cessioni         | Cessioni      |
| R.               | Nome             | da               | Modalità      |
| ---------------- | ---------------- | ---------------- | ------------- |
| D                | Bartol Franjić   | Wolfsburg        | fine prestito |
| C                | Taras Stepanenko | Eyüpspor         | svincolato    |
| C                | Oleksandr Zubkov | Trabzonspor      | definitivo    |
| A                | Danylo Sikan     | Trabzonspor      | definitivo    |
| Altre operazioni |                  |                  |               |
| R.               | Nome             | da               | Modalità      |
| A                | Kevin Kelsy      | Portland Timbers | definitivo    |
| A                | Chusrav Toirov   | Čornomorec'      | prestito      |
| A                | Lukas Zahora     | Dubrava          | prestito      |

## Risultati

### Prem"jer-liha

#### Girone d'andata
| Arbitro: | Balakin (Kiev) |

|  |           |                                                            |
|  | Marcatori | 8’, 68’ Matvijenko 31’ Zubkov 67’ (rig.) Sudakov 88’ Sikan |

| Arbitro: | Šandor (Leopoli) |

|  |           |               |
|  | Marcatori | 35’ Čobotenko |

| Arbitro: | Pančyšyn (Charkiv) |

|  |           |           |
|  | Marcatori | 63’ Sikan |

| Arbitro: | Romanov (Dnipro) |

|                                             |           |                                               |
| Filippov 37’, 48’ (rig.), 57’ Kaljužnyj 41’ | Marcatori | 16’ (aut.) Šabanov 25’ Kryskiv 90+5’ Pedrinho |

| Arbitro: | Šurman (Kiev) |

|                 |           |                          |
| Tverdochlib 85’ | Marcatori | 40’ Stepanenko 62’ Kevin |

| Arbitro: | Kovalenko (Poltava) |

|                                               |           |                           |
| Zubkov 21’ Bondarenko 29’, 39’, 65’ Sikan 42’ | Marcatori | 25’ Pidlepenec' 83’ Čačua |

| Arbitro: | Blavac'kyj (Leopoli) |

|                                                    |           |  |
| Bondarenko 17’ Traoré 67’ Sudakov 78’ Newerton 90’ | Marcatori |  |

| Arbitro: | Kozyrjac'kyj (Kropyvnyc'kyj) |

|           |           |                    |
| Kl'oc 81’ | Marcatori | 64’ (rig.) Sudakov |

| Arbitro: | Šurman (Kiev) |

|                                       |           |                         |
| Sudakov 13’, 50’, 53’, 57’ Zubkov 26’ | Marcatori | 62’ (rig.) Nonikashvili |

| Arbitro: | Derevins'kyj (Chmel'nyc'kyj) |

|  |           |                     |
|  | Marcatori | 59’ (aut.) Krasniqi |

| Arbitro: | Balakin (Kiev) |

|               |           |                |
| Karavajev 87’ | Marcatori | 48’ Bondarenko |

| Arbitro: | Pančyšyn (Charkiv) |

|                             |           |             |
| Zubkov 17’ Bondarenko 45+2’ | Marcatori | 20’ Habelok |

| Arbitro: | Afanas'jev (Charkiv) |

|                                                     |           |           |
| Bondarenko 52’ (rig.) Kevin 54’ Jordan 90+3’ (aut.) | Marcatori | 37’ Jacyk |

| Arbitro: | Kal'onov (Ivano-Frankivs'k) |

|                                                                      |           |  |
| Bondarenko 45+1’ Franjić 47’ Kevin 50’ Eguinaldo 70’, 82’ Zubkov 79’ | Marcatori |  |

| Arbitro: | Kopijevs'kyj (Kropyvnyc'kyj) |

|                |           |             |
| Matvijenko 23’ | Marcatori | 90+2’ Didyk |

#### Girone di ritorno
| Arbitro: | Derevins'kyj (Chmel'nyc'kyj) |

|                                     |           |                |
| Newerton 14’ Sudakov 22’ Traoré 36’ | Marcatori | 76’ Nesterenko |

| Arbitro: | Romanov (Dnipro) |

|                     |           |  |
| Mychajličenko 90+1’ | Marcatori |  |

| Arbitro: | Afanas'jev (Charkiv) |

|          |           |  |
| Šved 60’ | Marcatori |  |

| Arbitro: | Balakin (Kiev) |

|                                  |           |  |
| Sudakov 77’, 90+4’ Eguinaldo 90’ | Marcatori |  |

| Arbitro: | Derevins'kyj (Chmel'nyc'kyj) |

|                |           |             |
| Bondarenko 66’ | Marcatori | 57’ Mendoza |

| Leopoli 11 marzo 2025, ore 18:00 EET 21ª giornata | Karpaty          | 0 – 0 referto | Šachtar | Stadio Ucraina (3 250 spett.)\| Arbitro: \| Romanov (Dnipro) \| |
| Arbitro:                                          | Romanov (Dnipro) |               |         |                                                                 |

| Arbitro: | Kovalenko (Poltava) |

|  |           |                             |
|  | Marcatori | 22’ Eguinaldo 89’ Hluščenko |

| Arbitro: | Šurman (Kiev) |

|                                  |           |  |
| Kevin 59’ Sudakov 87’ Traoré 90’ | Marcatori |  |

| Arbitro: | Pančyšyn (Charkiv) |

|            |           |                                                |
| Salihu 86’ | Marcatori | 7’, 20’ M. Gomes 10’ (aut.) Dajko 90+2’ Traoré |

| Arbitro: | Novochatnij (Kiev) |

|                                 |           |                                                   |
| M. Gomes 44’ Kevin 90+5’ (rig.) | Marcatori | 26’ Rrapaj 38’ Curikov 84’ Veleten' 90+7’ Bolívar |

| Arbitro: | Romanov (Dnipro) |

|                               |           |                         |
| Kevin 6’ (rig.) Eguinaldo 20’ | Marcatori | 56’ Vanat 90+3’ Kabajev |

| Arbitro: | Blavac'kyj (Leopoli) |

|  |           |                                  |
|  | Marcatori | 55’ Bondarenko 71’, 75’ Newerton |

| Kiev 9 maggio 2025, ore 15:30 EEST 28ª giornata | Zorja            | 0 – 0 referto | Šachtar | Stadio Dynamo Lobanovs'kyj (936 spett.)\| Arbitro: \| Šandor (Leopoli) \| |
| Arbitro:                                        | Šandor (Leopoli) |               |         |                                                                           |

| Arbitro: | Romanjuk (Ivano-Frankivs'k) |

|                |           |                                       |
| Volochatyj 17’ | Marcatori | 3’, 90+1’ Bondarenko 67’, 70’ Sudakov |

| Arbitro: | Kopijevs'kyj (Kropyvnyc'kyj) |

|          |           |               |
| Faal 57’ | Marcatori | 46’ Eguinaldo |

### Coppa d'Ucraina
| Arbitro: | Šurman (Kiev) |

|            |           |  |
| Traoré 21’ | Marcatori |  |

| Arbitro: | Balakin (Kiev) |

|  |           |            |
|  | Marcatori | 109’ Kevin |

| Arbitro: | Pančyšyn (Charkiv) |

|  |           |              |
|  | Marcatori | 113’ Alisson |

| Arbitro: | Balakin (Kiev) |

|                                                 |                      |                                                           |
| Kauã Elias 64’                                  | Marcatori            | 43’ Jarmolenko                                            |
| Nazaryna Alisson Kevin Kauã Elias Ghram Kryskiv | Tiri di rigore 6 – 5 | Vanat Bražko Pichal'onok Vivčarenko Mychajlenko Karavajev |

### Champions League

#### Fase campionato
| Bologna 18 settembre 2024, ore 18:45 CEST 1ª giornata | Bologna | 0 – 0 referto | Šachtar | Stadio Renato Dall'Ara (23 130 spett.)\| Arbitro: \| Saggi \| |
| Arbitro:                                              | Saggi   |               |         |                                                               |

| Arbitro: | Pinheiro |

|  |           |                                        |
|  | Marcatori | 21’ Djimsiti 44’ Lookman 48’ Bellanova |

| Arbitro: | Bastien |

|                   |           |  |
| Riznyk 29’ (aut.) | Marcatori |  |

| Arbitro: | Grinfeld |

|                        |           |           |
| Zubkov 31’ Sudakov 41’ | Marcatori | 27’ Imeri |

| Arbitro: | Schnyder |

|                             |           |                     |
| Tillman 87’, 90’ Pepi 90+5’ | Marcatori | 8’ Sikan 37’ Zubkov |

| Arbitro: | Meler |

|          |           |                                                           |
| Kevin 5’ | Marcatori | 11’ Laimer 45’ Müller 70’ (rig.), 90+3’ Olise 87’ Musiala |

| Arbitro: | Schärer |

|                              |           |  |
| Kevin 18’ Sudakov 37’ (rig.) | Marcatori |  |

| Arbitro: | Nyberg |

|                                  |           |              |
| Guirassy 17’, 44’ Bensebaini 79’ | Marcatori | 50’ M. Gomes |

## Statistiche

### Statistiche di squadra
| Competizione     | Punti | In casa | In casa | In casa | In casa | In casa | In casa | In trasferta | In trasferta | In trasferta | In trasferta | In trasferta | In trasferta | Totale | Totale | Totale | Totale | Totale | Totale | DR  |
| Competizione     | Punti | G       | V       | N       | P       | Gf      | Gs      | G            | V            | N            | P            | Gf           | Gs           | G      | V      | N      | P      | Gf     | Gs     | DR  |
| ---------------- | ----- | ------- | ------- | ------- | ------- | ------- | ------- | ------------ | ------------ | ------------ | ------------ | ------------ | ------------ | ------ | ------ | ------ | ------ | ------ | ------ | --- |
| Prem"jer-liha    | 62    | 15      | 10      | 3       | 2       | 41      | 15      | 15           | 8            | 5            | 2            | 28           | 11           | 30     | 18     | 8      | 4      | 69     | 26     | +43 |
| Coppa d'Ucraina  | -     | 1       | 1       | 0       | 0       | 1       | 0       | 3            | 2            | 1            | 0            | 3            | 1            | 4      | 3      | 1      | 0      | 4      | 1      | +3  |
| Champions League | 7     | 4       | 2       | 0       | 2       | 5       | 9       | 4            | 0            | 1            | 3            | 3            | 7            | 8      | 2      | 1      | 5      | 8      | 16     | -8  |
| Totale           | 69    | 20      | 13      | 3       | 4       | 47      | 24      | 22           | 10           | 7            | 5            | 34           | 19           | 42     | 23     | 10     | 9      | 81     | 43     | +38 |

### Andamento in campionato
| Giornata  | 1 | 2 | 3 | 4 | 5 | 6 | 7 | 8 | 9 | 10 | 11 | 12 | 13 | 14 | 15 | 16 | 17 | 18 | 19 | 20 | 21 | 22 | 23 | 24 | 25 | 26 | 27 | 28 | 29 | 30 |
| --------- | - | - | - | - | - | - | - | - | - | -- | -- | -- | -- | -- | -- | -- | -- | -- | -- | -- | -- | -- | -- | -- | -- | -- | -- | -- | -- | -- |
| Luogo     | T | C | T | T | T | C | C | T | C | T  | T  | C  | C  | T  | C  | C  | T  | C  | C  | C  | T  | T  | C  | T  | C  | C  | T  | T  | T  | T  |
| Risultato | V | P | V | P | V | V | V | N | V | V  | N  | V  | V  | V  | N  | V  | P  | V  | V  | N  | N  | V  | V  | V  | P  | N  | V  | N  | V  | N  |
| Posizione | 1 | 4 | 1 | 5 | 3 | 7 | 4 | 4 | 4 | 4  | 4  | 3  | 3  | 3  | 3  | 3  | 3  | 3  | 3  | 3  | 3  | 3  | 3  | 3  | 3  | 3  | 3  | 3  | 3  | 3  |

Legenda:

Luogo: C = Casa; T = Trasferta. Risultato: V = Vittoria; N = Pareggio; P = Sconfitta.

### Andamento in Champions League
| Giornata  | 1  | 2  | 3  | 4  | 5  | 6  | 7  | 8  |
| --------- | -- | -- | -- | -- | -- | -- | -- | -- |
| Luogo     | T  | C  | C  | T  | T  | C  | C  | T  |
| Risultato | N  | P  | P  | V  | P  | P  | V  | P  |
| Posizione | 17 | 27 | 29 | 28 | 28 | 28 | 27 | 27 |

Legenda:

Luogo: C = Casa; T = Trasferta. Risultato: V = Vittoria; N = Pareggio; P = Sconfitta.

### Statistiche dei giocatori
Sono in corsivo i calciatori che hanno lasciato la società a stagione in corso.
| Giocatore       | Prem"jer-Liha | Prem"jer-Liha | Prem"jer-Liha | Prem"jer-Liha | Coppa d'Ucraina | Coppa d'Ucraina | Coppa d'Ucraina | Coppa d'Ucraina | UEFA Champions League | UEFA Champions League | UEFA Champions League | UEFA Champions League | Totale   | Totale | Totale      | Totale     |
| Giocatore       | Presenze      | Reti          | Ammonizioni   | Espulsioni    | Presenze        | Reti            | Ammonizioni     | Espulsioni      | Presenze              | Reti                  | Ammonizioni           | Espulsioni            | Presenze | Reti   | Ammonizioni | Espulsioni |
| --------------- | ------------- | ------------- | ------------- | ------------- | --------------- | --------------- | --------------- | --------------- | --------------------- | --------------------- | --------------------- | --------------------- | -------- | ------ | ----------- | ---------- |
| Alisson         | 9             | 0             | 1             | 0             | 3               | 1               | 0               | 0               | 0                     | 0                     | 0                     | 0                     | 12       | 1      | 1           | 0          |
| D. Arroyo       | 1             | 0             | 0             | 0             | 0               | 0               | 0               | 0               | 0                     | 0                     | 0                     | 0                     | 1        | 0      | 0           | 0          |
| I. Azarovi      | 12            | 0             | 1             | 0             | 1               | 0               | 0               | 0               | 2                     | 0                     | 0                     | 0                     | 15       | 0      | 1           | 0          |
| V. Bondar       | 27            | 0             | 2             | 0             | 4               | 0               | 2               | 0               | 8                     | 0                     | 1                     | 0                     | 39       | 0      | 5           | 0          |
| A. Bondarenko   | 29            | 11            | 1             | 0             | 4               | 0               | 0               | 0               | 8                     | 0                     | 0                     | 0                     | 41       | 11     | 1           | 0          |
| V. Cukanov      | 3             | 0             | 0             | 0             | 1               | 0               | 0               | 0               | 0                     | 0                     | 0                     | 0                     | 4        | 0      | 0           | 0          |
| Eguinaldo       | 25            | 6             | 1             | 0             | 3               | 0               | 1               | 0               | 7                     | 0                     | 0                     | 0                     | 35       | 6      | 2           | 0          |
| K. Elias        | 9             | 0             | 0             | 0             | 1               | 1               | 0               | 0               | 0                     | 0                     | 0                     | 0                     | 10       | 1      | 0           | 0          |
| M. Faryna       | 4             | 0             | 0             | 0             | 0               | 0               | 0               | 0               | 0                     | 0                     | 0                     | 0                     | 4        | 0      | 0           | 0          |
| K. Fesjun       | 6             | -7            | 0             | 0             | 0               | 0               | 0               | 0               | 0                     | 0                     | 0                     | 0                     | 6        | -7     | 0           | 0          |
| B. Franjić      | 5             | 1             | 0             | 0             | 1               | 0               | 1               | 0               | 2                     | 0                     | 0                     | 0                     | 8        | 1      | 1           | 0          |
| A. Ghram        | 8             | 0             | 1             | 1             | 3               | 0               | 0               | 0               | 2                     | 0                     | 1                     | 0                     | 13       | 0      | 2           | 1          |
| M. Gomes        | 23            | 3             | 3             | 0             | 4               | 0               | 1               | 0               | 7                     | 1                     | 2                     | 0                     | 34       | 4      | 6           | 0          |
| P. Henrique     | 22            | 0             | 4             | 0             | 3               | 0               | 1               | 0               | 6                     | 0                     | 1                     | 1                     | 31       | 0      | 6           | 1          |
| A. Hluščenko    | 4             | 1             | 0             | 0             | 1               | 0               | 0               | 0               | 0                     | 0                     | 0                     | 0                     | 5        | 1      | 0           | 0          |
| Kevin           | 24            | 6             | 5             | 0             | 4               | 1               | 1               | 0               | 7                     | 2                     | 1                     | 0                     | 35       | 9      | 7           | 0          |
| J. Konoplja     | 13            | 0             | 1             | 0             | 0               | 0               | 0               | 0               | 7                     | 0                     | 1                     | 0                     | 20       | 0      | 2           | 0          |
| D. Kryskiv      | 24            | 1             | 2             | 1             | 2               | 0               | 0               | 0               | 8                     | 0                     | 2                     | 0                     | 34       | 1      | 4           | 1          |
| M. Matvijenko   | 22            | 3             | 5             | 0             | 3               | 0               | 1               | 0               | 8                     | 0                     | 0                     | 0                     | 33       | 3      | 6           | 0          |
| J. Nazaryna     | 14            | 0             | 0             | 0             | 4               | 0               | 1               | 0               | 0                     | 0                     | 0                     | 0                     | 18       | 0      | 1           | 0          |
| Newerton        | 17            | 4             | 0             | 0             | 1               | 0               | 0               | 0               | 4                     | 0                     | 0                     | 0                     | 22       | 4      | 0           | 0          |
| M. Oharkov      | 1             | 0             | 0             | 0             | 0               | 0               | 0               | 0               | 0                     | 0                     | 0                     | 0                     | 1        | 0      | 0           | 0          |
| Pedrinho        | 25            | 1             | 1             | 0             | 3               | 0               | 0               | 0               | 4                     | 0                     | 0                     | 0                     | 32       | 1      | 1           | 0          |
| D. Riznyk       | 24            | -18           | 0             | 0             | 4               | -1              | 0               | 0               | 8                     | -12                   | 0                     | 0                     | 36       | -31    | 0           | 0          |
| D. Sikan        | 15            | 3             | 1             | 0             | 1               | 0               | 0               | 0               | 5                     | 1                     | 0                     | 0                     | 21       | 4      | 1           | 0          |
| T. Stepanenko   | 9             | 1             | 0             | 0             | 1               | 0               | 0               | 0               | 6                     | 0                     | 2                     | 0                     | 16       | 1      | 2           | 0          |
| H. Sudakov      | 25            | 13            | 3             | 0             | 4               | 0               | 0               | 0               | 8                     | 2                     | 0                     | 0                     | 37       | 15     | 3           | 0          |
| M. Šved         | 11            | 1             | 0             | 0             | 0               | 0               | 0               | 0               | 0                     | 0                     | 0                     | 0                     | 11       | 1      | 0           | 0          |
| V. Tobias       | 19            | 0             | 3             | 0             | 4               | 0               | 1               | 0               | 3                     | 0                     | 1                     | 0                     | 26       | 0      | 5           | 0          |
| L. Traoré       | 22            | 4             | 0             | 0             | 3               | 1               | 1               | 0               | 6                     | 0                     | 1                     | 0                     | 31       | 5      | 2           | 0          |
| D. Tvardovs'kyj | 1             | -1            | 0             | 0             | 0               | 0               | 0               | 0               | 0                     | 0                     | 0                     | 0                     | 1        | -1     | 0           | 0          |
| O. Zubkov       | 12            | 5             | 1             | 0             | 1               | 0               | 0               | 0               | 8                     | 2                     | 0                     | 0                     | 21       | 7      | 1           | 0          |